# Lößnitz
Lößnitz es una ciudad situada en Erzgebirge, en el estado federado de Sajonia (Alemania). Tiene una población estimada, a fines de noviembre de 2022, de 7884 habitantes.